# Paraparchitidae
De Paraparchitidae zijn een familie van uitgestorven kreeftachtigen uit de klasse van de Ostracoda (mosselkreeftjes).

## Geslachten
- Antiparaparchites Coryell & Rogatz, 1932 †
- Coeloenellina Polenova, 1952 †
- Dentoparaparchites Kozur, 1985 †
- Eoparaparchites Shi & Wang, 1985 †
- Microparaparchites Croneis & Gale, 1939 †
- Nodoparaparchites Kozur, 1991 †
- Paraparchites Ulrich & Bassler, 1906 †
- Proparaparchites Cooper, 1941 †
- Pseudoparaparchites Kellett, 1933 †
- Quasiparaparchites Grachevsky, 1958 †
- Samarella Polenova, 1952 †
- Shemonaella Sohn, 1971 †